# (7797) Morita
(7797) Morita est un astéroïde de la ceinture principale.

## Description
(7797) Morita est un astéroïde de la ceinture principale. Il fut découvert le 26 janvier 1996 à Ōizumi par Takao Kobayashi. Il présente une orbite caractérisée par un demi-grand axe de 3,18 UA, une excentricité de 0,15 et une inclinaison de 12,9° par rapport à l'écliptique.

## Compléments